# Dejan Savićević
Dejan Savićević (crnogorski: Дејан Савићевић) (Podgorica, 15. rujna 1966.), crnogorski nogometaš.

### Nogometna karijera
Igrač FK Budućnosti, Crvene zvezde, A.C. Milana i Rapida iz Beča. Igrao je u napadu, izvrstan tehničar, perfektan dribler i sjajan organizator igre. Od 1986. do 1999. godine nastupao je za reprezentacije SFRJ i SRJ u 56 utakmica i postigao 19 golova. Kao aktivan nogometaš bio je član izborničke komisije, a od prosinca 2001. godine samostalni izbornik u 17 utakmica.
U izboru za najboljeg igrača Europe 1991. godine zauzeo je drugo mjesto.
Kao igrač bio je omiljen kod predsjednika Milana Silvija Berlusconija.

### Nakon igračke karijere
Nakon igračke karijere, Savićević je postao predsjednik Nogometnog saveza Crne Gore.
Tijekom kampanje za referendumsku obnovu nezavisnosti Crne Gore 2006. bio je deklarirani pristalica pobjedničkog Bloka za nezavisnost.

## Vanjske poveznice
- Razgovor s Dejanom Savićevićem, serijal (Ne)uspjeh prvaka s Mariom Stanićem, 30. 10. 2023. (YouTube)